# 陳碩真
陳碩真（620年—653年），又作陳碩貞，淳安縣梓桐鎮人，是唐高宗永徽年間的一個地方農民政權的女領袖，自稱文佳皇帝。陳碩真的起事規模不大，且很快被鎮壓，但因她開天闢地般的女性稱帝行為，被現代历史學家翦伯贊稱為“中國第一個女皇帝”。

## 起義
永徽四年（653年）與妹夫章叔胤在睦州（今浙江建德）自立，兵分兩路，章叔胤攻占桐廬（今浙江桐廬西），陳碩真占睦州於潛縣（今臨安西）。參加者數以萬計，自称文佳皇帝，以叔胤為仆射，童文宝为大将。歙州（今安徽歙县）久攻不下。朝野震动。唐高宗令揚州刺史房仁裕发兵南攻。陳碩真派遣童文寶統領四千人進攻婺州（今浙江金華）。婺州刺史崔義玄討之，率兵北进，以崔玄籍为先锋，雙方戰於淮戍（今桐庐东北），有星隕於農民軍營，崔軍勢大振，叛軍被殺數千人，退至睦州，有萬人相继投降。十一月庚戌，房、崔兩部會合，陳碩真等失敗被俘后被诛。

## 後世評價
明·《五雜俎·人部》：彼一丈青、陳碩真等，雖盜賊之靡，亦一時之雄也。
《歷代建元考》：唐髙宗曰：睦州女子陳碩貞反，自稱文佳皇帝，文佳系偽號，非名年然。
清·《擬兩晉南北史樂府》文佳帝：作尼能奪壻，作後先奪帝，牝朝誰與開先聲？文佳皇帝陳碩貞。

## 後世紀念
陳碩真在故鄉青溪縣（今属浙江省杭州市淳安縣）留下“天子基”、“萬年樓”等遺蹟，這些遺蹟在北宋末年曾使方臘受到啓示。
淳安縣西梓桐源口上埠島之文佳嶺，有陳碩真起義遺址。在千島湖，有陳碩真的紀念雕像。
安徽省黄山市歙县擱船尖地區留有為陳碩真千年守孝的麻布衫和東光裸葬的民俗。